# Byblidaceae
Byblidaceae er en familie inden for planteriget, der kun har én slægt, som er udbredt i det nordlige Australien og på Ny Guinea. Familien består af stauder eller enårige urter med smalle, linjeformede blade, som er dækket af kirtler. De største af dem kan ses med det blotte øje og ligner små parasoller. De regelmæssige blomster sidder i bladhjørnerne. De har kronblade, der er ganske let sammenvoksede ved grunden.
I Wettsteins og Cronquists systemer regnes Byblidaceae til Rosen-ordenen (Rosales), men i de nyere, fylogenetisk baserede APG, APG II og APG III hører familien til Læbeblomst-ordenen (Lamiales).
| Slægter |

- Byblis